# David "Tweener" Apolskis
David "Tweener" Apolskis es un personaje de ficción de la serie de televisión estadounidense de FOX, Prison Break interpretado por el actor Lane Garrison. Es un genio del robo, condenado a 5 años en prisión por robo mayor.

## Apariciones
Es un personaje recurrente de la serie que apareció por primera vez en el noveno episodio de la primera temporada titulado "Tweener" y finalmente fue asesinado en el séptimo episodio de la segunda temporada, "Buried", siendo el segundo de "los ocho de Fox River" en ser cazado.

## Historia
Nació en Boston y su madre era Susan. Su habilidad con las manos de Apolskis le dieron una posición en el equipo de football de su escuela. Sin embargo, después de que fue juzgado académicamente inelegible, él encontró un uso bueno para su talento, el robo. Él hurtó más de 200 carteras y 150 relojes entre los catorce y los diecinueve años. 
Cuando intentó robar una cartera de un policía fuera de deber, fue aprehendido inmediatamente. Las autoridades descubrieron una valiosa colección de tarjetas de béisbol en su apartamento de Boston, que habían sido robadas al padre de un amigo. Él pensó que era una colección ordinaria; pero estaba incluida la rara tarjeta de Honus Wagner T206, con un valor de $300,000. Debido al valor de la tarjeta, se lo declaró culpable de hurto mayor y como consecuencia se lo sentenció a cinco años en la penitenciaría estatal de Fox River. En el episodio "Flight", el primo de Sucre, Manche, describe a Tweener como el chico "Vanilla Ice".

## Primera temporada
Al llegar a la prisión de Fox River se convierte en el chico nuevo. Al principio trata de integrase en el grupo de presos de raza negra ya que se identifica con su cultura. Es rechazado y cuando lo intenta con los presos blancos es rechazado también. Igualmente trata de hacerse amigo del capitán de la oficina de la correccional de la prisión, Brad Bellick, informándole de los planes de Michael Scofield. Al no conseguir información, Bellick lo traslada a una celda con un preso llamado Avocado que lo viola y en defensa propia lo ataca con una cuchilla cortándole el pene. Desesperado, busca protección en Scofield y éste, sintiéndose culpable, le cuenta lo del plan de fuga y Tweener avisa a Bellick. En la noche de la fuga, Scofield le dice que sabe que avisó a Bellick y que una vez fuera tendrá que arreglarserlas solo sin el resto de los fugados. Finalmente, en el último episodio, logra fugarse de la cárcel junto con otros siete presos (Michael Scofield, Lincoln Burrows, John Abruzzi, Theodore "T-Bag" Bagwell, Benjamin Miles "C-Note" Franklin, Fernando Sucre y Charles "Haywire" Patoshik).

## Segunda temporada
Ya libre de prisión y una vez que llega a San Luis (Misuri), se afeita la cabeza para evitar ser reconocido. Seguidamente trata de llegar a Utah por los 5 millones de dólares (el dinero de D.B. Cooper) hacia donde viaja con una estudiante universitaria llamada Debra Jean Belle. Durante el trayecto paran para hacer noche en un motel y Debra Jean le revela sus sentimientos. Pasan la noche juntos y por la mañana un policía toca a la puerta de la habitación. Debra Jean se da cuenta de que Tweener es un fugitivo pero no dice nada a la policía. Luego pide a Tweener que se vaya y se lleve el coche y que ella, en unas horas, dará parte a la policía por robo. Cuando llega a Tooele (Utah), se encuentra con otros 5 presos (Michael Scofield, Lincoln Burrows, Theodore "T-Bag" Bagwell, Benjamin Miles "C-Note" Franklin y Fernando Sucre) que también están tras los 5 millones de dólares de Charles Westmoreland. Estos le envían a llenar el depósito de gasolina y es atrapado por el agente Alexander Mahone. Mahone promete liberarlo si le dice donde están los otros. Tweener acepta, pero lo engaña ya que lo lleva con la estudiante donde se disculpa por haberla engañado. Mahone se lo lleva y durante el trayecto por carretera le confiesa que él mató a Oscar Shales. Finalmente le obliga a bajarse del coche y a bocajarro mata a Tweener alegando luego que el chico intentó escapar.